# サムター郡 (アラバマ州)
サムター郡（英: Sumter County）は、アメリカ合衆国アラバマ州の西部に位置する郡である。2010年国勢調査での人口は13,763人であり、2000年の14,798人から7.0%減少した。郡庁所在地はリビングストン市（人口3,485人）であり、同郡で人口最大の都市でもある。郡名はサウスカロライナ州出身の将軍トマス・サムターに因んで名付けられた。

## 歴史
サムター郡は1832年12月18日に設立された。1797年から1832年まではチョクトー族インディアンの領土に入っており、主要な村が4つあった。郡内の初期ヨーロッパ人開拓者はモービルから北に上ってきたフランス人探検家達だった。彼等は現在のエプス町近くにトムベックビー砦を建設した。1830年、ダンシングラビット・クリーク条約が締結され、チョクトー族は現在のサムター郡を含む土地をアメリカ合衆国政府に譲渡した。

## 地理
アメリカ合衆国国勢調査局に拠れば、郡域全面積は913.30平方マイル (2,365.4 km2)であり、このうち陸地904.94平方マイル (2,343.8 km2)、水域は8.37平方マイル (21.7 km2)で水域率は0.92%である。

### 主要高規格道路
- 州間高速道路20号線/州間高速道路59号線
- アメリカ国道11号線
- アメリカ国道80号線
- アラバマ州道17号線
- アラバマ州道28号線
- アラバマ州道39号線

### 隣接する郡
- ピケンズ郡 - 北
- グリーン郡 - 北東
- マレンゴ郡 - 南東
- チョクトー郡 - 南
- ローダーデール郡 (ミシシッピ州) - 南西
- ケンパー郡 (ミシシッピ州) - 西
- ノクサビー郡 (ミシシッピ州) - 北西

## 人口動態
以下は2000年の国勢調査による人口統計データである。
| 基礎データ - 人口: 14,798人 - 世帯数: 5,708 世帯 - 家族数: 3,664 家族 - 人口密度: 6人/km2（16人/mi2） - 住居数: 6,953軒 - 住居密度: 3軒/km2（8軒/mi2） 人種別人口構成 - 白人: 25.92% - アフリカン・アメリカン: 73.17% - ネイティブ・アメリカン: 0.09% - アジア人: 0.10% - 太平洋諸島系: 0.01% - その他の人種: 0.18% - 混血: 0.52% - ヒスパニック・ラテン系: 1.12% | 年齢別人口構成 - 18歳未満: 29.1% - 18-24歳: 12.2% - 25-44歳: 25.3% - 45-64歳: 19.5% - 65歳以上: 13.9% - 年齢の中央値: 32歳 - 性比（女性100人あたり男性の人口） - 総人口: 84.9 - 18歳以上: 78.2 世帯と家族（対世帯数） - 18歳未満の子供がいる: 31.9% - 結婚・同居している夫婦: 36.7% - 未婚・離婚・死別女性が世帯主: 23.5% - 非家族世帯: 35.8% - 単身世帯: 31.2% - 65歳以上の老人1人暮らし: 12.3% - 平均構成人数 - 世帯: 2.55人 - 家族: 3.26人 | 収入と家計 - 収入の中央値 - 世帯: 18,911米ドル - 家族: 23,176米ドル - 性別 - 男性: 28,059米ドル - 女性: 17,574米ドル - 人口1人あたり収入: 11,491米ドル - 貧困線以下 - 対人口: 38.7% - 対家族数: 32.9% - 18歳未満: 47.4% - 65歳以上: 36.1% |

## 経済
サムター郡はアラバマ州中部のいわゆるブラック・ベルト地帯に属している。この地域は近年著しい経済不況に陥った。2008年4月、ユナイテッドステイツ・スティールが、タスカルーサ市の南西約50マイル (80 km)、エプスの町近くに1億5千万米ドルを掛けて合金工場を建設すると発表した。この工場建設は、人口僅か206人の町に250人の労働者を必要としている。完成すれば235人までの常勤従業員が働き、給与は年間約5万米ドルになる。アラバマ州は工場誘致補助金として2,800万米ドルの提供を提示した。この工場は、バーミングハム市に近いフェアフィールドにあるUSスチールの工場での製鋼に使う炭素合金を生産する新しい技術を使うことになる 。この発表があった時点でサムター郡の失業率は6.1%だった。

## 都市と町
- キューバ
- イーメル
- エプス
- ゲインズビル
- ガイガー
- リビングストン - 郡庁所在地
- ウォード
- ヨーク

## 見どころ
郡内に西アラバマ大学屋外彫刻展示場と、コールマン芸術センターがある。